# یاماگوچی ۱۵۸۴۱
سیارک ۱۵۸۴۱ (به انگلیسی: 15841 Yamaguchi، نامگذاری:1995OX) پانزده هزار و هشتصد و چهل و یکمین سیارک کشف شده‌است که در ۲۷ ژوئیه ۱۹۹۵ کشف شد.
قدر مطلق سیارک برابر ۱۴٫۵۰ است.